# Comme ci, comme ça
Ne doit pas être confondu avec Comme si, comme ça ou Comme ci comme ça.
Chansons représentant Chypre au Concours Eurovision de la chanson
Why Angels Cry
(2006) Femme Fatale
(2008)
Comme ci, comme ça est la chanson représentant Chypre au Concours Eurovision de la chanson 2007. Elle est interprétée par Evrydíki.

## Eurovision
Il s'agit de la première chanson de Chypre dans une langue autre que le grec, l'italien ou l'anglais, ainsi que la première chanson d'un pays non francophone à être interprétée entièrement en français.
Evrydíki fut déjà la représentante de Chypre en 1992 avec Teriázoume et en 1994 avec Ime ánthropos ki egó dont elle fit des versions en français Le Feu, c'est nous et Fenêtre sur cour.
Comme Chypre n'a pas fini dans les dix premiers en 2006, la chanson est d'abord présentée lors de la demi-finale le jeudi 10 mai 2007. La chanson est la troisième de la soirée, suivant Push the Button interprétée par Teapacks pour Israël et précédant Work Your Magic interprétée par Dmitri Koldoun pour la Biélorussie.
Evrydíki se présente sur scène dans une robe argentée et est accompagnée d'un groupe comprenant une guitare, une batterie et un clavier électronique.
À la fin des votes, elle obtient 65 points et finit à la quinzième place sur vingt-huit participants. Elle ne fait pas partie des dix premières chansons sélectionnées pour la finale.